# André Brasseur
André Brasseur (* 11. Dezember 1939 in Ham-sur-Sambre, Belgien) ist ein belgischer Keyboarder. Er gehört neben Franz Lambert und Klaus Wunderlich zu den bekanntesten europäischen Vertretern des Partyorgel-Sounds in den 1960er und 1970er Jahren.

## Biografie
Schon mit sechs Jahren fasste André Brasseur den Entschluss, Musiker zu werden. An der Musikakademie von Tamines genoss er eine klassische Ausbildung am Violoncello. 1959 gewann er für sein Cellospiel den 1. Preis der Musikakademie. Anfang der 1960er Jahre wechselte er zum Piano, gründete mit zwei Kollegen ein Jazz-Trio und trat auf mehreren Jazzfestivals auf.
1962 wurde er zum Militärdienst einberufen. Hier lernte er sein Hauptinstrument kennen – die Hammond-Orgel. Mit seiner bis zu siebenköpfigen Militärband spielte er bekannte Standards wie On the Sunny Side of the Street, aber auch bereits erste Eigenkompositionen. Höhepunkt war die jährliche Teilnahme am Comblain Jazz Festival, wo Brasseur unter anderem die Gelegenheit erhielt, mit Benny Goodman zu musizieren. In der Folgezeit schrieb er für eine belgische Fernsehsendung den Titel Special 230, der sehr bekannt wurde.
1965 gelang ihm der große Durchbruch. Sein Instrumentalstück Early Bird (Spitzname des ersten kommerziellen Nachrichtensatelliten Intelsat I) stieg auf Platz eins der belgischen Hitparade. Insgesamt blieb der Titel vier Monate in den Charts und verkaufte sich weltweit zehn Millionen Mal. Auch in anderen Ländern wie Niederlande, Deutschland und sogar in den USA war das Stück ein Riesenerfolg. Im Werbefernsehen diente Early Bird als Erkennungsmelodie für den „Lufthansa Cocktail“ der Firma Berentzen. In den späten 1970er Jahren erklang Early Bird auch als Titelmelodie der von Hanni Vanhaiden moderierten TV-Quizsendung Micro Macro.
Einen weiteren Charterfolg konnte er mit l'Atlantide/Studio 17 verbuchen. Das Lied war Platz 16 in Belgien und blieb einen Monat in der Hitparade. Andere bekannte Titel, die man auch im deutschen Hörfunk häufig hören konnte, waren Speedy N° 1 (vor allem bei hr3 in der populären Radiosendung „Hitparade International“), Racing Time, The Kid, Holiday und Whistling Boogie. Radio Luxemburg verwendete in den 1970er Jahren einen Ausschnitt des Titels Special 230 als Jingle für die Sendung „Autofahrer unterwegs“, der Bayerische Rundfunk den Titel Quello als Titelmelodie der wöchentlichen Hitparadensendung „Die Schlager der Woche“.
In den 1970er Jahren war er Mitglied bei „Blues Workshop“, der Band des bekannten belgischen Bluesgitarristen Roland Van Campenhout, dessen Tourneen ihn bis in den Fernen Osten führten. 1990 und 1992 spielte er bei den Vaya-Con-Dios-Alben „Nights Owls“ und „Time Flies“ die Keyboards. Heute tritt André Brasseur unter dem Namen „Brasseur und Combo“ auf, gelegentlich auch als Alleinunterhalter.